# Wide field Infrared Explorer
Il Wide field Infrared Explorer (conosciuto anche come WIRE o Explorer 75) è un telescopio spaziale della NASA lanciato, nell'ambito del programma Explorer, il 5 marzo 1999 mediante un lanciatore Pegasus in un'orbita polare a una altezza dalla superficie terrestre compresa fra 409 e 426 km. Nelle intenzioni il WIRE avrebbe dovuto completare in quattro mesi una scansione dell'intero cielo nelle lunghezze d'onda dell'infrarosso e in particolare a quelle di 21-27 µm e 9-15 µm. Ci si aspettava di raccogliere informazioni sulle galassie starburst e sulle protogalassie più luminose.
Il team scientifico che ha progettato il WIRE aveva come base l'Infrared Processing and Analysis Center a Pasadena in California; fu costruito presso i Space Dynamics Laboratories nello Utah, mentre il Goddard Space Flight Center nel Maryland era il responsabile dei test e delle operazioni di volo.
La prematura espulsione della copertura che proteggeva lo specchio del telescopio condusse all'evaporazione dell'idrogeno criogenico solido subito dopo il lancio, facendo fallire lo scopo primario della missione. Tuttavia il sensore deputato al puntamento del telescopio continuò a funzionare e fu utilizzato per monitorare su lunghi periodi la variazione della luminosità delle stelle: tali osservazioni forniscono dati utili al fine di avanzare teorie astrosismologiche.

## Missione
Un difetto di progettazione nell'elettronica del telescopio causò una espulsione anticipata della copertura di protezione poche ore dopo la messa in orbita. Normalmente un telescopio a infrarossi come il WIRE non dovrebbe mai essere puntato verso la Terra o verso il Sole perché il calore porterebbe a temperature troppo alte il refrigerante criogenico. Tuttavia durante le prime fasi della missione il telescopio fu volutamente puntato in direzione della Terra per ragioni di sicurezza, basandosi sull'errato presupposto che la copertura non fosse stata ancora espulsa. Ciò causò l'evaporazione dell'idrogeno criogenico solido e la sua fuoriuscita dal criostato. L'espulsione di gas dal satellite a un ritmo molto superiore a quanto era previsto in fase di progettazione si tradusse in una spinta che il sistema di controllo dell'assetto non poté controbilanciare: il risultato fu che il telescopio cominciò a ruotare su se stesso raggiungendo i 60 giri al minuto. Dopo che l'idrogeno fu completamente evaporato, fu possibile riprendere il controllo del satellite, ma, senza l'idrogeno, il telescopio non era più utilizzabile e quindi lo scopo principale della missione era fallito.
Per utilizzare in qualche modo il satellite costato 70 milioni di dollari, fu deciso di intraprendere una missione alternativa: il sensore deputato al puntamento della sonda (che consiste di un piccolo telescopio di circa 5 cm di diametro) non aveva subito danni ed esso fu utilizzato per compiere osservazioni sul lungo periodo delle variazioni nella luminosità delle stelle. Alcune piccole variazioni nella luminosità stellare sono causate dalla presenza di onde di pressione generate probabilmente dalle turbolenze esistenti nella zona convettiva sotto la superficie dell'astro. Lo studio di tali onde è ritenuto interessante in quanto fornisce informazioni sulla struttura interna delle stelle. Nonostante il sensore di puntamento avesse una risoluzione bassa, essendo progettato per osservazioni ad ampio campo e per il riconoscimento delle stelle luminose, poiché è posto sopra l'atmosfera dove vi è assenza di scintillazione, esso ha potuto compiere osservazioni fotometriche di grande precisione.
Gli obiettivi originari del WIRE sono stati raggiunti con il lancio del WISE che, posto in orbita il 14 dicembre 2009, ha cominciato le sue osservazioni il 14 gennaio 2010.